# José Natanson
José Natanson, (Buenos Aires, 12 de septiembre de 1975) es un periodista, politólogo y escritor argentino especializado en la realidad política latinoamericana.
Estudió y se graduó de la Universidad de Buenos Aires (UBA) como Licenciado en Ciencias Políticas y en Taller Escuela Agencia (TEA) como técnico en periodismo.

## Trayectoria periodística y editorial
A los 22 años Natanson incursionó en el periodismo, primero en el diario Página/12, donde fue diez años redactor y luego columnista dominical. Más tarde se desempeñó como jefe de redacción de la revista de análisis político latinoamericano Nueva Sociedad, editada por la Fundación Friedrich Ebert.
Trabajó como consultor de Naciones Unidas en el Programa de Naciones Unidas para el Desarrollo (PNUD) y el Programa de Análisis Político y Escenarios Prospectivos (PAPEP) y colaboró en el Informe de Desarrollo Humano del Mercosur.
Participó y condujo de diferentes programas en radio y televisión, en Radio Continental, Radio del Plata, la Televisión Pública y C5N. Ha dado clases y cursos en diferentes universidades y centros de estudio.
Colabora regularmente en diferentes medios del mundo, incluyendo The New York Times, O Estado de Sao Paulo, Rolling Stone, La Jornada, Le Monde diplomatique Francia y Brecha.
En 2010 asumió como director de Le Monde diplomatique, Edición Cono Sur, versión argentina del mensuario francés. En 2015 creó Review, edición local de The New York Review of Books, cuyo consejo asesor está integrado por Ricardo Piglia y Juan Gabriel Tokatlian.
Desde 2018 es director de la editorial Capital Intelectual (Argentina) y la editorial del Grupo Insud Clave Intelectual en España.
En 2021 lideró el proceso de adquisición del paquete mayoritario de acciones de la editorial Siglo XXI (Mexico y Argentina) por parte del conglomerado empresarial farmacéutico Grupo Insud, que se concretó en junio de ese año. En 2023 se sumó la filial española. Por primera vez, el sello comenzó a funcionar de manera unificada en todo el mundo de habla hispana. Como resultado de estas operaciones, quedó a cargo del área editorial del Grupo Insud.
En 2022 lanzó, con una alianza entre Capital Intelectual y La Diaria, la edición uruguaya de Le Monde diplomatique.

## Obras
- El presidente inesperado. El gobierno de Kirchner según los intelectuales argentinos (Homo Sapiens, 2004)[16]
- Buenos muchachos. Vida y obra de los economistas del establishment (Libros del Zorzal, 2005)[17]
- La nueva izquierda. Triunfos y derrotas de los gobiernos de Argentina, Brasil, Bolivia, Venezuela, Chile, Uruguay y Ecuador (Debate-Penguin Random House, 2008)[18]  "el primer ensayo que aborda de manera conjunta el ciclo de “giro progresista” en la región"
- ¿Por qué los jóvenes están volviendo a la política? De los indignados a La Cámpora (Debate-Penguin Random House, 2012)[19]
- El milagro brasileño (Debate-Penguin Random House, 2014)[20]
- ¿Por qué? La rápida agonía de la Argentina kirchnerista y la brutal eficacia de una nueva derecha (Siglo XXI, 2018)[21]
- Venezuela. Ensayo sobre la descomposición' (Debate-Penguin Random House)[22]